# Therese Dahn
Therese Dahn, geb. Freiin Droste zu Hülshoff (* 28. Mai 1845 in Münster; † 21. Januar 1929 in Breslau) war eine deutsche Schriftstellerin und Ehrensenatorin der Universität Breslau.

## Leben

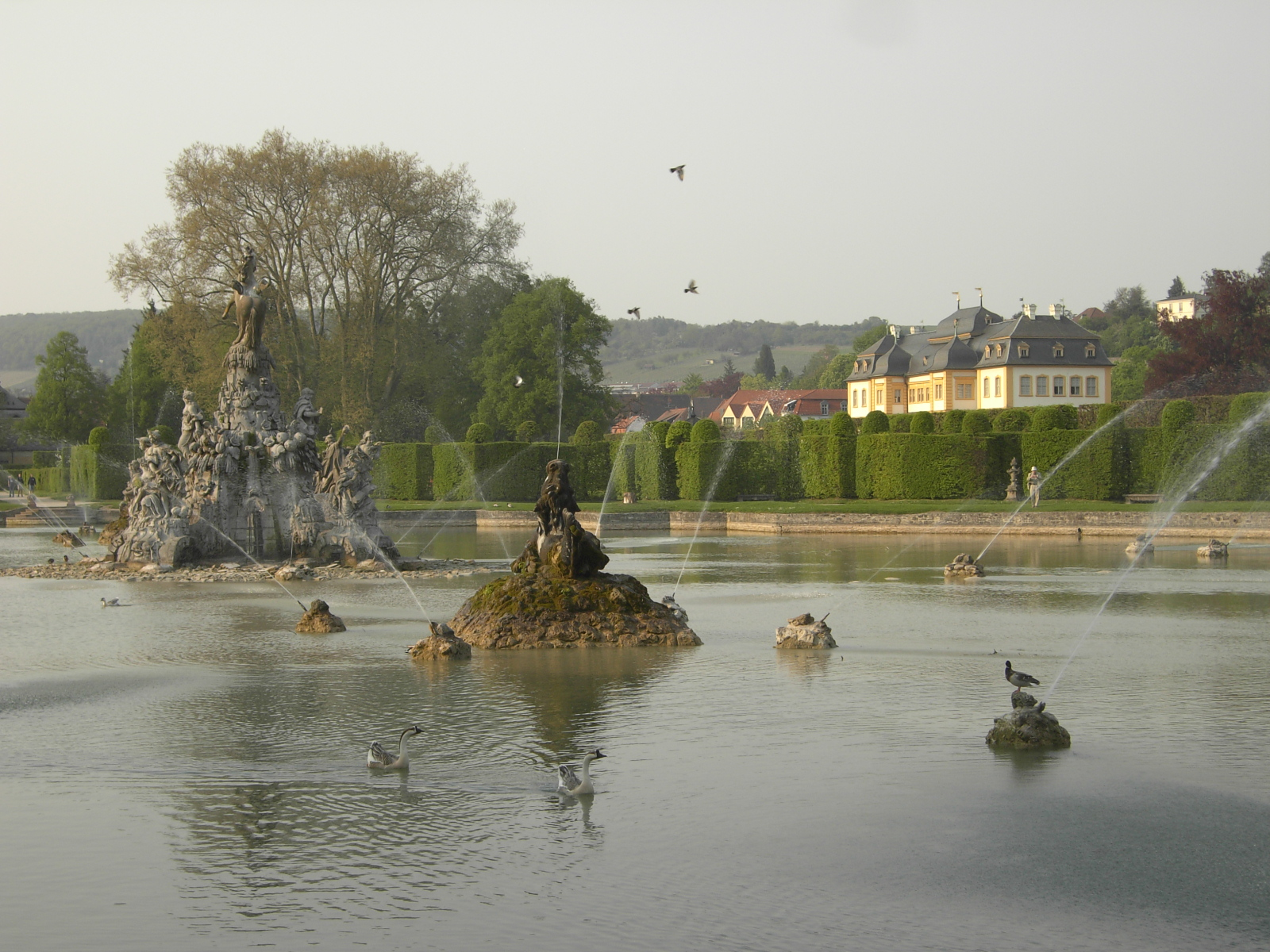
Schlossgarten Veitshöchheim, Wirkungsort der Familie Droste zu Hülshoff

Therese Freiin Droste zu Hülshoff war das sechste Kind des Augenarztes Joseph Maria Freiherr Droste zu Hülshoff (1789–1850), bis 1843 Gutsbesitzer von Haus Alst und Grollenburg, und der Maria Anna Julia (Julie) Kock (1810–1881) und entstammte der 21. Generation ihrer Familie. Sie war eine Schwester des in die USA ausgewanderten Franziskaners Constantin Maria von Droste zu Hülshoff, eine Enkelin des Komponisten Maximilian-Friedrich von Droste zu Hülshoff und eine Nichte zweiten Grades der Dichterin Annette von Droste-Hülshoff. Auch war sie eine Nichte ersten Grades des Universitätsprofessors und Rektors der Universität Bonn Clemens-August von Droste zu Hülshoff, des jüngeren Bruders ihres Vaters. Nach dem Tode ihres Vaters wuchs sie mit ihrer Mutter und den Geschwistern in Veitshöchheim auf, wo einer ihrer Brüder, Werner, Verwalter des Hofgartens von Schloss Veitshöchheim war. Die Familiengrabstätte befindet sich auf dem dortigen Friedhof. Ihre Schulbildung erhielt sie im Internat der Dominikanerinnen in Nancy. Schon in ihrer Jugend spielte sie Harfe und verfasste Gedichte. 

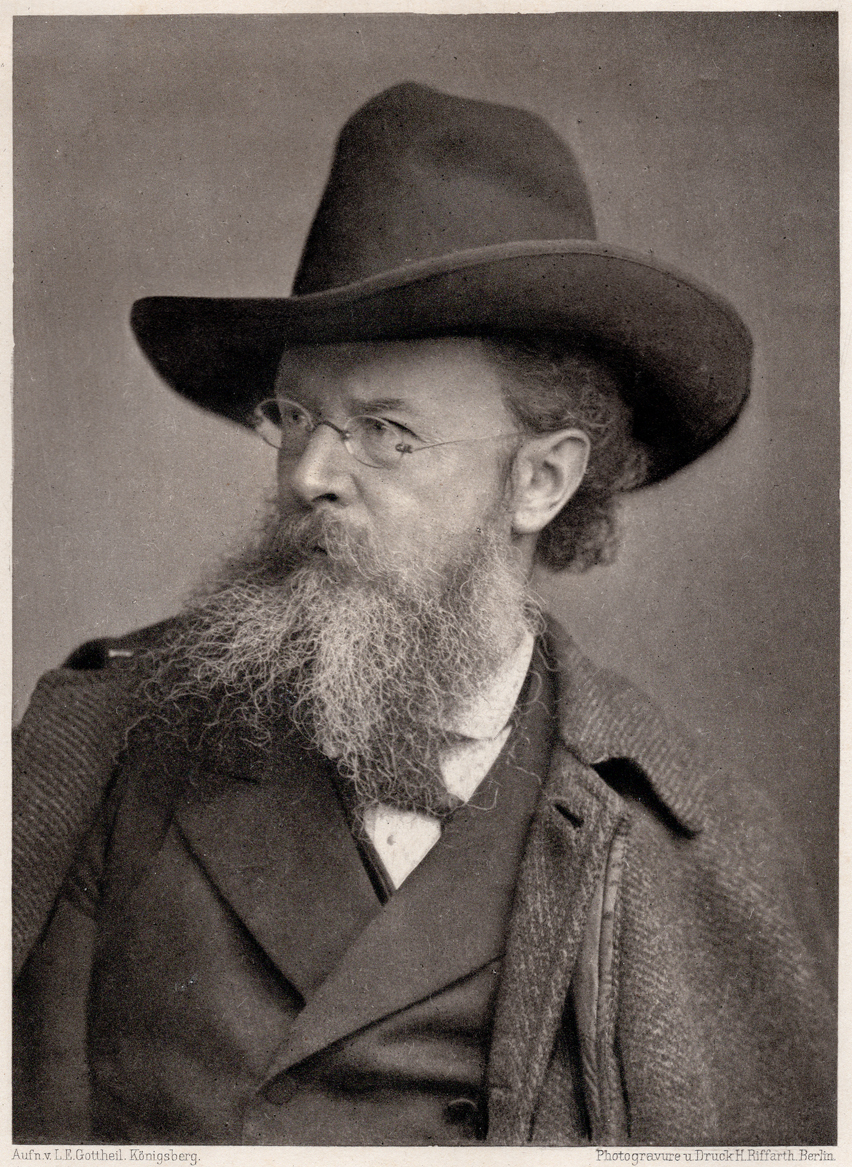
Felix Dahn, Professor, Schriftsteller und Ehemann von Therese

Sie studierte an der Universität Würzburg. Zu ihren Professoren gehörte der damals berühmte Rechtshistoriker und Schriftsteller Felix Dahn, bei dem sie – auf Vermittlung des Theologieprofessors Hettinger und des Archivrats und Dichters Alexander Kaufmann aus Wertheim – ab 1867 Unterricht zur Verfeinerung ihrer Poesie nahm. Nach anfänglicher Abneigung beiderseits entwickelte sich eine stürmische Liebe zwischen der 22-jährigen katholischen Baronesse und dem elf Jahre älteren Professor aus einer protestantischen Schauspielerfamilie, der mit der Malerin Sophie Fries (1835–1898) verheiratet war. Diese Liebesgeschichte verarbeitete Felix Dahn in seinem Werk Sind Götter? (1874). Gegen den starken Widerstand auch der Familie Droste zu Hülshoff heirateten beide 1873 nach dem Deutsch-Französischen Krieg, an dem Dahn als Johanniter teilgenommen hatte, in der Burgkirche zu Königsberg. Das Paar hatte keine Kinder, führte aber eine Ehe, über die Felix Dahn 1894 schrieb: „Und ich hatte das ebenfalls unausprechliche Glück, meine Therese gefunden und schließlich erkämpft zu haben. Ich glaube nicht, dass es eine glücklichere Ehe geben kann, als die unsere seit nun zwanzig Jahren“. Therese führte, besonders in Breslau, eine Art literarischen Salon, in dem zahlreiche Gelehrte und künstlerisch Interessierte verkehrten. Nach dem Tode ihres Bruders Werner verwahrte sie den Nachlass ihres Großvaters, des Komponisten Maximilian Friedrich, und ließ ihn nach Burg Hülshoff bringen. Hochgeehrt als Senatorin h. c. der Universität Breslau starb Therese Dahn ebendort. Nach Mitteilung von Felix Dahn sind ihre Charakterzüge in der Figur der Hukberta in seinem Roman Die schlimmen Nonnen von Poitiers angedeutet.

## Wirken

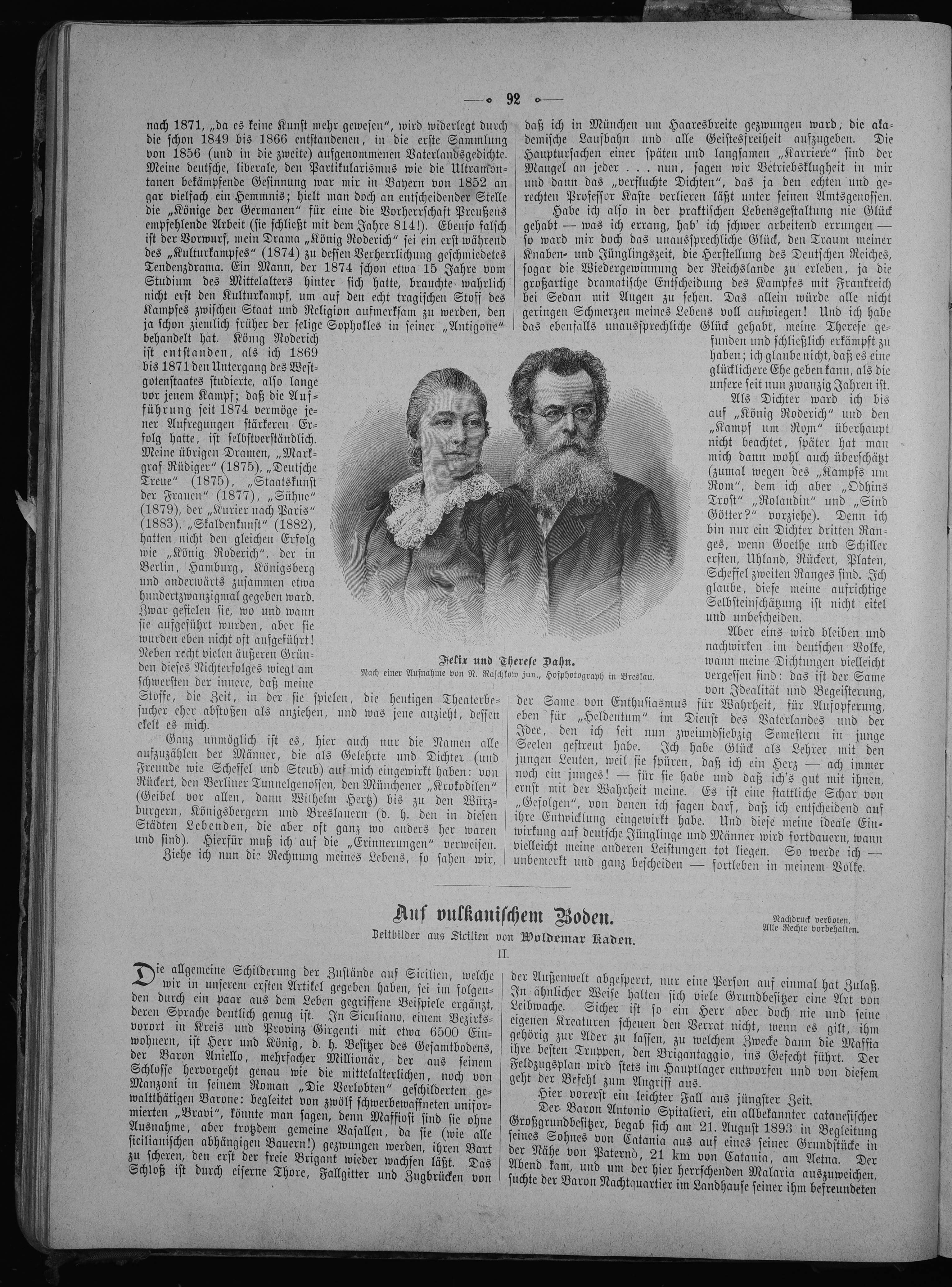
Abbildung von Therese und Felix Dahn in einer Ausgabe der Gartenlaube (1894)

Therese Dahn inspirierte ihren Mann zu einer reichen literarischen Produktion und unterstützte seine Publikationen. So rettete sie seinen Erfolgsroman Ein Kampf um Rom, als Dahn ihn ins Feuer werfen wollte. Zugleich unterstützte sie seine Forschungen. Felix Dahn rühmte ihre Sprachbegabung. Um die Quellen im Original lesen zu können, lernte sie z. B. die nordische und Altnordische Sprache, aber auch Altfranzösisch und die Provenzalische Sprache. Sie schrieb zahlreiche Gedichte und wissenschaftliche Beiträge, die teils in gemeinsamen Publikationen erschienen. Laut Felix Dahn war sie die alleinige Autorin der Heldensagen. In der Gedichtausgabe sind die von ihr stammenden Gedichte namentlich gekennzeichnet. Nach dem Tode ihres Mannes veröffentlichte sie allein das Werk Karl der Große und seine Paladine.

## Werke
- Gedichte in: Felix Dahn’s sämtliche Werke poetischen Inhalts. 21 Bände. 1899 und Neufassung 4 Bände, 1903
- Walhall, 1880 (mit Felix Dahn)
- Karl der Große und seine Paladine, 1887